# Pople-Nomenklatur
Die Pople-Nomenklatur ist nach dem Chemie-Nobelpreisträger John Pople benannt und ermöglicht eine einfache Darstellung von wiederholt auftauchenden Spin-Kopplungsmustern in der NMR. Sie ist durch Symmetrieüberlegungen herzuleiten und gibt Auskunft darüber, wie viele Spektrallinien und mit welcher Multiplizität im NMR-Spektrum zu erwarten sind.

## Definitionen
Es wird für jeden Kernspin ein Buchstabe definiert:
- A, B, M, N, X, Y

Ist die chemische Verschiebung zweier Kerne ähnlich, so schreibt man:
- AB, MN, XY
- A2B2, AB3, …

Ist die chemische Verschiebung deutlich unterschiedlich, wie dies durch die Verwendung von Buchstaben, die im Alphabet weit voneinander weg sind:
- AM, AN
- A2M, AM4, …

Ist die chemische Verschiebung um Größenordnungen unterschiedlich, wird dies so angedeutet:
- AX, AY
- A2X2

Bei gleicher chemischer Verschiebung aber Kopplung untereinander schreibt man:
- AA', XX'
- AA'XX'

Wenn sich zwei chemisch äquivalente Kerne durch eine Symmetrieoperation ineinander überführen lassen und dabei alle anderen spintragenden Atome in Ruhe gelassen werden, koppeln sie nicht.

## Beispiele
a) Bei 1,1-Difluorethen sind die Protonenverschiebungen identisch (chemische Äquivalenz), jedoch Kopplung untereinander vorhanden. Begründung: Wenn zwei Protonkerne chemisch äquivalent sind, jedoch miteinander koppeln, nennt man es ein AA' Spinsystem. Sind noch zwei weitere spintragende Atome vorhanden, z. B. Fluor, so hat man zusätzlich XX'. Das Gesamtsystem ist also AA'XX'.
Folge: Man hat im 1H-NMR ein Oktett.
b) Methan: Die vier Methanprotonen koppeln nicht untereinander, man hat ein A4 System.
Folge: Man erhält im H-NMR ein Singulett.
c) Bei 1,1-Dichlorethen hat man ein A2 System. Begründung: Es gibt eine Symmetrieoperation (hier: Spiegelebene), die die zwei Protonen ineinander überführt. Die Chloratome werden zwar auch bewegt, sind aber nicht spintragend.
Folge: Man hat im 1H-NMR ein Singulett.